# 데릭 핸킨스
데릭 제임스 핸킨스(영어: Derek James Hankins, 1983년 7월 1일 ~ )는 미국의 야구 선수이자, KBO 리그 전 두산 베어스의 투수이다.

## 약력

### 메이저 리그 시절
2006년 피츠버그 파이리츠에 입단하여 마이너리그에서 활동했다.

### 두산 베어스 시절
2013년 7월 16일 개릿 올슨의 대체 선수로 두산 베어스에 입단하였다.
대한민국 무대에 입단하고 4경기만에 선발승을 거두었으며, 첫 승 턱으로 구단에 치킨 50마리를 돌렸다고 한다. 포스트시즌에서는 선발이 아닌 계투로 출전했으며 준플레이오프, 플레이오프 때 등판한 경기에서 모두 무실점을 기록하며 한국시리즈 진출에 큰 기여를 하였다. 하지만 대구에서 열린 한국시리즈 7차전에서 이원석의 실책이 빌미가 되어 6회에만 5실점하며 무너졌다.
포스트 시즌 때 계투로 맹활약했지만 시즌 후 보류선수 명단에서 제외되었고, 그의 대체선수로 크리스 볼스테드가 영입된다.

### 다시 메이저 리그로
미국으로 돌아가 디트로이트 타이거스와 마이너 계약을 맺었다.

## 참조
1. ↑  두산 핸킨스, 첫 승 턱으로 치킨 50마리 주문 外